# Nina Stănculescu
Nina Stănculescu (n. 4 martie 1928 – d. 31 ianuarie 2016) a fost o scriitoare română. Stănculescu a fost un important brâncușolog, istoric de artă, prozatoare, traducătoare și eseistă.
În 1961 a publicat volumul pentru copii Ionica la Editura Tineretului cu ilustrații de Coca Crețoiu Șeinescu.
Între 1964 și 1984 a lucrat la Editura Meridiane unde s-a dedicat volumelor despre artă. A publicat Stampa japoneză în secolul al XVIII-lea la Editura Meridiane" în 1986.

## Lucrări
Non-ficțiune
- Brâncuși. Rugăciune pentru Mileniul III (București, Editura Carol Davila, 2001)
- Templul brâncușian al Iubirii (București, Universalia, 2010)

Romane
- Templul scufundat (Editura Tineretului, 1964)

Colecții de povestiri
- Miraculoasele întîlniri (Editura Albatros, 1973)[4]

## Legături externe
- Nina Stănculescu la isfdb.org
- Cărți de Nina Stănculescu, targulcartii.ro
- Nina Stănculescu, goodreads.com
- Nina Stănculescu, www.worldcat.org